# 스페치아 칼초
스페치아 칼초(Spezia Calcio S.r.l.)는 이탈리아의 리구리아주 라스페치아를 연고지로 현재 세리에 B에 참가하고 있는 축구단이다.

## 상징색과 로고
팀의 상징색은 하얀색과 검은색이다.

## 역사
1906년에 팀이 창단되었으며 1944년 제2차 세계대전 당시에 이탈리아 챔피언쉽, 즉 세리에 A를 우승하였으나 1950-51 시즌 세리에 C로 강등당하며 팀이 어려워지게 된다. 이후 오랜 침체기를 거쳐 2005-06 시즌에 세리에 B로 다시 승격하였지만 2008년 경영 파탄의 문제로 재설립하여 세리에 D에서부터 다시 출발하였고 2011-12 시즌에 다시 세리에 B로 승격하였다. 이후 세리에 B에서 중상위권의 순위를 유지하였다.
2019-20 시즌 세리에 B를 3위로 마무리하며 구단의 역대 최고 순위와 동률을 기록했으며 승강 플레이오프에 올라 키에보, 프로시노네를 차례로 꺾고 구단 역사상 처음으로 세리에 A로 승격했다.
2020년 9월 27일, 스페치아는 세리에 A 2020-21에서 사수올로를 상대로 첫 세리에 A 홈경기를 가졌으며 이 경기에서 4–1로 패배했다. 이후 9월 30일에 우디네세 원정 경기를 2–0으로 승리하며 구단 역사상 첫 세리에 A 승리를 기록했다.

## 선수단

### 현재 선수 명단
2023년 11월 14일 기준
참고: FIFA 자격 규정에 따라 소속된 국가대표팀 국기를 표시합니다. 선수는 복수의 FIFA 비회원국 국적을 가지고 있을 수 있습니다.
| 번호 | 포지션 | 국적     | 이름              |
| ---- | ------ | -------- | ----------------- |
| 1    | GK     |          | 예룬 주트         |
| 5    | DF     | 포르투갈 | 주앙 모티뉴       |
| 6    | MF     | 모로코   | 메흐디 부라비아   |
| 10   | FW     |          | 다니엘레 베르데   |
| 11   | FW     | 가나     | 엠마누엘 기야시   |
| 13   | DF     |          | 아르카디우시 레차 |
| 16   | MF     |          | 율리우스 베크     |
| 19   | FW     |          | 라이몬즈 크롤리스 |
| 20   | DF     |          | 시모네 바스토니   |

| 번호 | 포지션 | 국적                  | 이름                                    |
| ---- | ------ | --------------------- | --------------------------------------- |
| 21   | DF     |                       | 살바 페레르                             |
| 22   | GK     |                       | 페데리코 마르케티                       |
| 25   | MF     |                       | 살바토레 에스포시토(SPAL에서 임대)      |
| 27   | DF     |                       | 켈뱅 아미앙                             |
| 29   | DF     |                       | 마티아 칼다라 (밀란에서 임대)           |
| 33   | MF     | 콜롬비아              | 케빈 아구델로                           |
| 40   | GK     | 보스니아 헤르체고비나 | 페타르 조브코                           |
| 43   | DF     |                       | 디미트리스 니콜라우                     |
| 55   | DF     |                       | 프셰미스와프 비시니에프스키             |
| 69   | GK     |                       | 바르트워미에이 드롱고프스키             |
| 72   | MF     | 슬로베니아            | 티오 치포트                             |
| 77   | MF     |                       | 시몬 주르코프스키 (피오렌티나에서 임대) |

## 역대 감독
| 감독                | 임기        |
| ------------------- | ----------- |
| 비올러 요셰프       | 1938 ~ 1939 |
| 지노 로세티         | 1938 ~ 1939 |
| 안드레아 만도를리니 | 1999 ~ 2002 |
| 티아고 모타         | 2021 ~ 2022 |

## 역대 성적
- 이탈리안 챔피언쉽 1회: 1944
- 코파 이탈리아 세리에 C 1회: 2004–05
- 코파 이탈리아 레가 프로 1회: 2011–12
- 수페르코파 디 레가 세리에 C1 1회: 2005–06
- 수페르코파 디 레가 디 프리마 디비시오네 1회:2011–12
- 세리에 C 3회: 1928–29, 1935–36, 1939–40
- 세리에 C1 1회: 2005–06
- 레가 프로 프리마 디비시오네 1회: 2011–12
- 세리에 C2 3회: 1979–80, 1985–86, 1999–00
- 세리에 D 2회: 1957–58, 1965–66